# 施偉念
施偉念（英語：William Sy；？—？），菲律賓華人，籃球運動員。他曾代表中華民國參加1958年亞洲運動會等國際賽事。